# Alnus cordata
Alnus cordata — вид квіткових рослин з родини березових. Поширення: Франція (Корсика), Італія; інтродукція: Азорські острови, Бельгія, Німеччина, Велика Британія, Ірландія, Іспанія, Тасманія.

## Біоморфологічна характеристика
Це дерево заввишки до 17–25(28) метрів. Вид може виростати на понад 15 метрів заввишки за 20 років. Має сіро-коричневу кору з численними сочевицями. Листя серцеподібне біля основи, овальної або округлої форми, 5–12 см завдовжки, зубчасте, блискуче-зелене з верхнього боку та з кількома коричневими волосками з нижнього. Нове листя на початку сезону має помаранчевий відтінок. Цей вид однодомний, чоловічі сережки до 10 см, жовто-зелені, а жіночі — червонувато-зелені, пониклі, 2–3 см. Плід конусоподібний, дерев'янистий, червонувато-коричневого кольору, містить численні дрібні крилаті насіння.

## Середовище
Зростає на висотах від 300 до 1600 метрів. Цей вид найменше залежить від постійної стоячої води поблизу свого коріння, порівняно з іншими видами Alnus. Зазвичай це гірський та субгірський вид, його можна знайти в сухих лісах та низовинах, хоча він віддає перевагу вологим ґрунтам, погано дренованим місцевостям та зниженим місцям, де може утворювати густі зарості. Він росте в напівтіні або взагалі без тіні. Рослина може переносити вплив морської погоди, а також здатна колонізувати прибережні або випалені ділянки.

## Використання
Цей вид вирощується як декоративне дерево та дає цінну деревину. Деревину можна використовувати для будівництва у вологих умовах, оскільки вона практично стійка до гниття під водою. Її використовували для фундаментних стовпів будинків та мостів у Венеції. Деревину також використовують для різьблення, а також для виробництва ліпнини, меблів, панелей та фанери. Її також можна використовувати для дров. Цей вид має густий листяний полог, і коли листя опадає восени, воно допомагає накопичувати гумус у ґрунті. З цих причин його широко використовують у центральній Італії для відновлення лісів на погано дренованих та вологих ґрунтах, а також для агролісівництва. В останні десятиліття цей вид широко використовується в Італії як укривний вид для волоського горіха (Juglans regia), дикої вишні (Prunus avium) та інших благородних листяних порід в інтенсивних програмах лісового господарства. Псевдошишки використовуються як різдвяні прикраси.

## Галерея

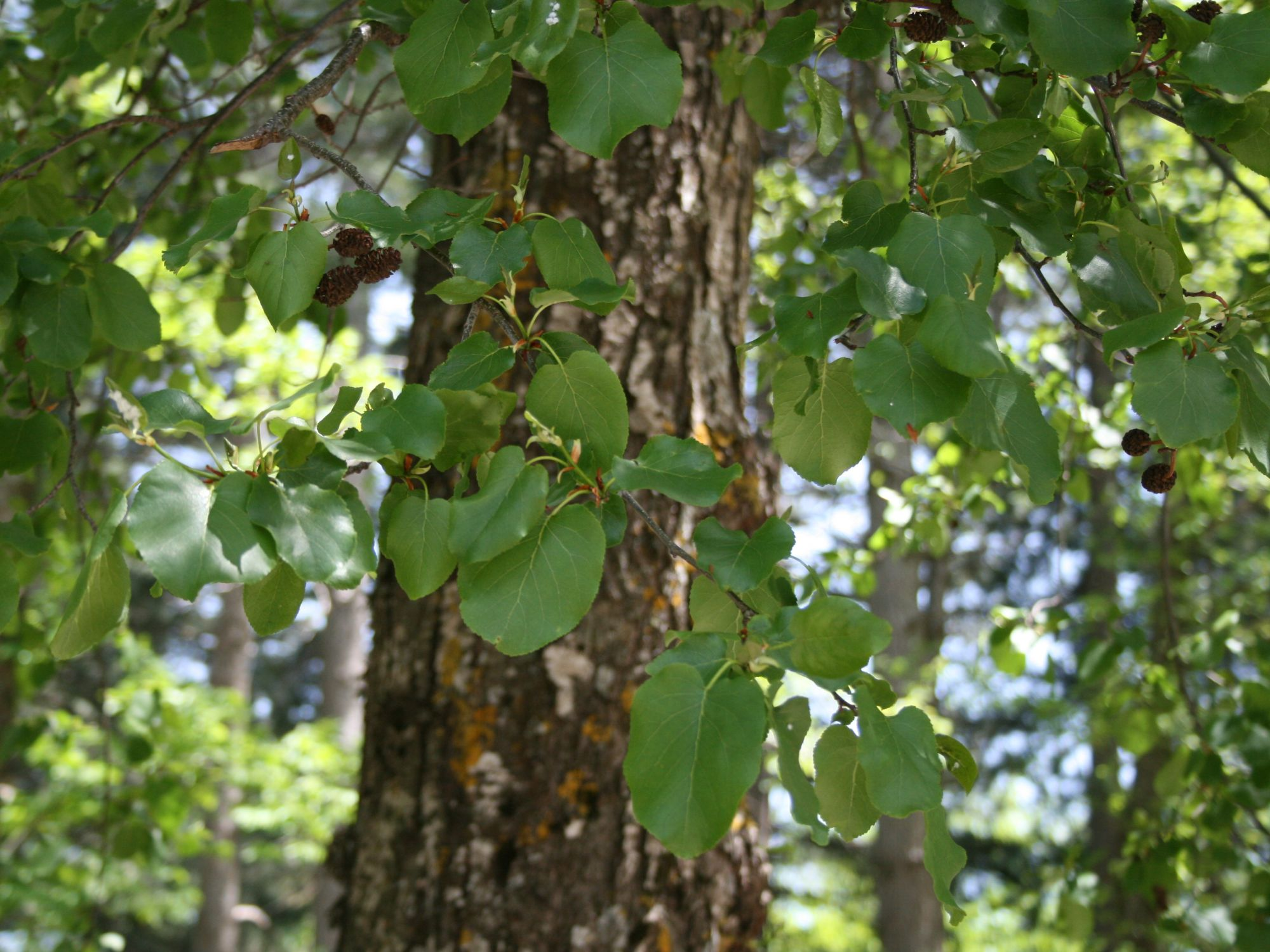
Дерево
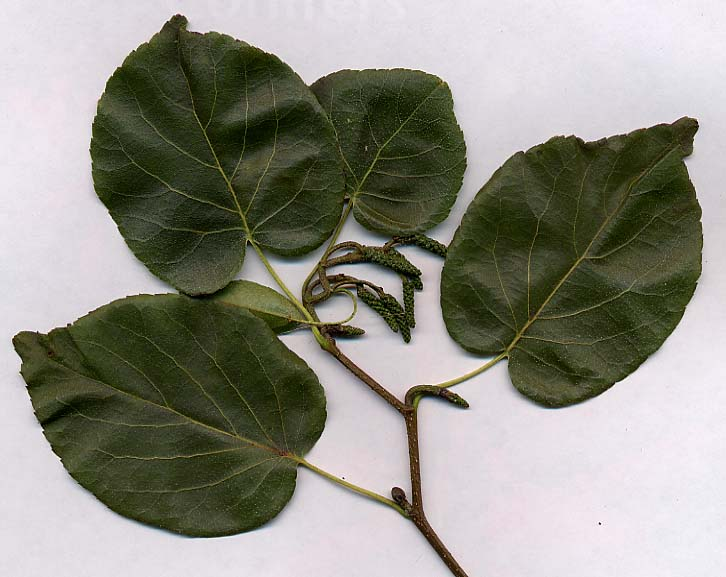
Листя
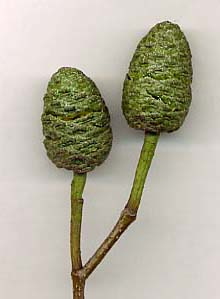
Плоди
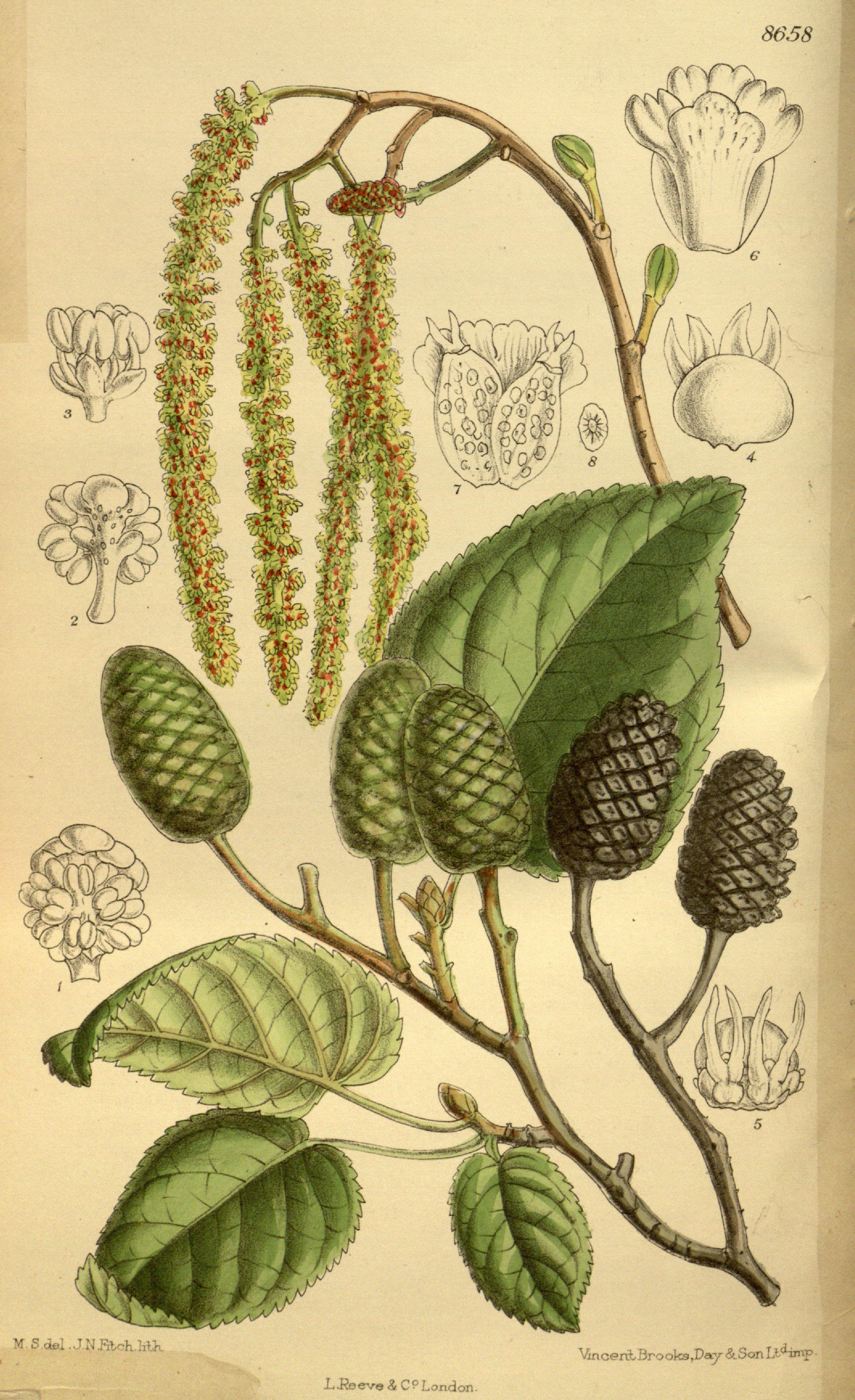
Ілюстрація